# Steljka
Steljka ali talus je telo nekaterih evkariontskih večceličarjev, ki še nima razvitih organov – korenin, stebla, listov. V nekaterih definicijah je steljka opredeljena tudi kot večcelično telo negibljivih organizmov, drugod se opisu dodaja podatek, da steljka ne raste iz skrajnega zgornjega (apikalnega) dela. Takšno mnogocelično telo se pojavlja predvsem pri lišajih, algah, glivah in mahovih (rogovnjakih, Anthocerotophytina, in steljkastih jetrenjakih). Prisotnost steljke je značilna tudi za haploidno, gametofitno generacijo višjih rastlin (torej praprotnic in semenk – golosemenk ter kritosemenk).

## Sistematika
Organizacijskemu tipu evkariontskih organizmov, ki imajo svoje telo v obliki steljke, pravimo steljčnica in ga pogosto označujemo z znanstvenim imenom Thallophyta. Med steljčnice, talofite oziroma talobionte uvrščamo vse zgoraj naštete skupine organizmov, ki skupaj tvorijo polifiletsko in ne naravno skupino (klad). Skupina Thallophyta je torej skupek raznolikih vrst, ki jih v uniformno enoto (natančneje organizacijski tip) združujemo na podlagi podobnih morfoloških lastnosti, ki pa niso nujno znak bližnje sorodnosti, saj se lahko pojavijo tudi kot posledica konvergentnega razvoja. Steljčnice so nasprotje brstnic oziroma stebelnic (Cormophyta), za katere je značilno dobro diferencirano mnogocelično telo, na katerem lahko prepoznamo jasno vidne organe, kot so korenine, listi in steblo. Brstnice so semenke in praprotnice.
Nekateri steljčnice, Thallophyta, delijo na dve podskupini: Myxothallophyta, kamor sodijo sluzavci, Mycetozoa (zastarelo glive sluzavke), in Euthallophyta, kamor se uvršča glive, lišaje ter alge. V slednjo skupino po kriterijih določenih strokovnjakov spadajo tudi bakterije, četudi so te enoceličarji in prokarionti.

## Morfologija in fiziologija
Kljub temu, da steljka nima diferenciranih organov (korenin, listov, stebla), je pri večjih talusih mogoče opaziti členjenost na posamične manjše oddelke s svojimi značilnostmi in funkcijo. Tako pri nekaterih steljčnicah vidimo listom podobne strukture ali filoide (listič), ki so značilne ploščate in rastlinskim listom podobne oblike. Približek korenin predstavljajo tako imenovani rizoidi, ki služijo pritrditvi steljčnice na podlagi, ne opravljajo pa absorpcijske (črpanje vode in anorganskih snovi) in transportne vloge (prenos po tkivih), kot je to značilno za korenine brstnic. Voda naj bi v steljčnice prehajala med nitkami rizoidov. Poznanih je sicer nekaj vrst, pri katerih rizoidi služijo tudi privzemu vode. Na tipično rastlinsko steblo spominjajo kavloidi (stebelca). Od organov brstnic se filoidi, rizoidi in kavloidi razlikujejo po svoji zgradbi, saj jih sestavljajo nediferencirane celice, ki ne tvorijo tkiv.